# Біжбуляцький район
Біжбуля́цький район (рос. Бижбулякский район, башк. Бишбуләк районы) — адміністративна одиниця Республіки Башкортостан Російської Федерації.
Адміністративний центр — село Біжбуляк.

## Населення
Населення району становить 22052 особи (2019, 26080 у 2010, 27999 у 2002).
Динаміка національного складу населення району:
| Рік  | башкири | татари | росіяни | чуваші |
| ---- | ------- | ------ | ------- | ------ |
| 1970 | 8,0 %   | 31,4 % |         |        |
| 1989 | 10,4 %  | 35,0 % |         |        |
| 2002 | 21,5 %  | 26,3 % | 11,0 %  | 35.7 % |

## Адміністративно-територіальний поділ
На території району 13 сільських поселень, які називаються сільськими радами:
| Поселення                         | Площа, км² | Населення, осіб (2002) | Населення, осіб (2010) | Населення, осіб (2019) | Центр         | Населені пункти |
| --------------------------------- | ---------- | ---------------------- | ---------------------- | ---------------------- | ------------- | --------------- |
| Аїтовська сільська рада           | 112,20     | 1704                   | 1511                   | 1259                   | Аїтово        | 5               |
| Базлицька сільська рада           | 136,27     | 1893                   | 1621                   | 1263                   | Базлик        | 5               |
| Біжбуляцька сільська рада         | 188,02     | 8213                   | 8113                   | 7497                   | Біжбуляк      | 12              |
| Біккуловська сільська рада        | 71,35      | 1214                   | 1004                   | 791                    | Біккулово     | 3               |
| Дьомська сільська рада            | 422,44     | 3102                   | 2646                   | 2085                   | Дьомський     | 7               |
| Єлбулактамацька сільська рада     | 94,72      | 1171                   | 975                    | 745                    | Єлбулактамак  | 5               |
| Зіріклинська сільська рада        | 167,34     | 1345                   | 1224                   | 995                    | Зірікли       | 7               |
| Калінінська сільська рада         | 116,21     | 1713                   | 1525                   | 1311                   | Усак-Кічу     | 6               |
| Каменська сільська рада           | 99,81      | 637                    | 528                    | 451                    | Каменка       | 4               |
| Кенгер-Менеузівська сільська рада | 147,95     | 2186                   | 2161                   | 1887                   | Кенгер-Менеуз | 5               |
| Кош-Єлгинська сільська рада       | 140,82     | 1596                   | 1322                   | 1001                   | Кош-Єлга      | 8               |
| Михайловська сільська рада        | 212,85     | 2596                   | 2028                   | 1656                   | Михайловка    | 10              |
| Сухоріченська сільська рада       | 223,92     | 1657                   | 1422                   | 1111                   | Сухорічка     | 8               |

## Найбільші населені пункти
| №  | Населений пункт | Населення, осіб (2002) | Населення, осіб (2010) |
| -- | --------------- | ---------------------- | ---------------------- |
| 1  | Біжбуляк        | 6 373                  | 6 446                  |
| 2  | Кенгер-Менеуз   | 1 344                  | 1 323                  |
| 3  | Аїтово          | 1 272                  | 1 176                  |
| 4  | Михайловка      | 1 472                  | 1 172                  |
| 5  | Дьомський       | 1 157                  | 1 028                  |
| 6  | Базлик          | 1 023                  | 916                    |
| 7  | Сухорічка       | 855                    | 775                    |
| 8  | Усак-Кічу       | 824                    | 767                    |
| 9  | Кош-Єлга        | 907                    | 759                    |
| 10 | Єлбулактамак    | 741                    | 623                    |